# Mario Acampa
Mario Acampa (ur. 21 lutego 1987 w Turynie) – włoski prezenter telewizyjny.

## Życiorys
W latach 2011–2012 był prowadzącym włoskiego dziecięcego programu telewizyjnego Ma che bel castello emitowanego na kanale Rai Yoyo. Od 2012 do 2014 był prowadzącym programu La TV Ribelle, emitowanego na kanale Rai Gulp.
W latach 2014, 2017–2019 i 2021–2024 był komentatorem Konkursu Piosenki Eurowizji Junior we Włoszech. 
11 maja 2024 przedstawił punktację włoskiego jury podczas finału 68. Konkursu Piosenki Eurowizji.